# Anypodetus leucothrix
Anypodetus leucothrix (лат.) — вид ктырей рода Anypodetus из подсемейства Laphriinae. Южная Африка.

## Распространение
Южная Африка: Намибия, ЮАР.

## Описание
Мухи среднего размера. Этот вид отличается от сородичей преимущественно неопушенными плеврой и скутумом, беловатой или желтоватой окраской всего тела и гиалиновыми крыльями. Пульвиллы отсутствуют, скапус с длинными макрощетинками. Редко наблюдаемый и собираемый вид, известный по 33 экземплярам из 10 мест сбора в период 1925—2019 годов. Этот вид не встречается ни в одном из признанных в настоящее время очагов биоразнообразия. Взрослые мухи активны весной (сентябрь-ноябрь) и в конце лета (февраль). Обнаружены на растительных дюнах или рядом с ними, сидящими на песке.